# Falco tinnunculus
El cernícalo vulgar (Falco tinnunculus) es una especie de ave falconiforme de la familia Falconidae extendida por África, Asia y Europa, y que se encuentra de manera accidental en América, Caribe e Indonesia.

## Características
El cernícalo vulgar es relativamente pequeño comparado con otras rapaces, pero más grande que la mayoría de las aves. Tiene alas largas de color bermejo con manchas negras, así como una larga cola muy distintiva, gris por la parte superior y de borde redondeado y negro.  El plumaje de los machos en la cabeza es azul-grisáceo. Miden de 34 a 38 cm de cabeza a cola, y de 70 a 80 centímetros de envergadura de alas. El macho adulto medio pesa cerca de 155 g, y la hembra cerca de 190 g.
Se distingue del cernícalo primilla por ser este último de dorso pardo rojizo y sin manchas negras, con un color gris en la cabeza más uniforme y por tener en la punta de la cola unas plumas centrales que sobresalen. Además, el común tiene las uñas negras y el primilla, blancas.

## Hábitat y costumbres
El cernícalo es un ave de presa diurna y fácil de ver. Prefiere un hábitat de campo abierto y matorral. Los cernícalos nidifican en grietas de rocas o edificios, en huecos de árbol, ocupan nidos de córvidos y otras aves, pero también directamente sobre el suelo.
Cuando caza, el cernícalo permanece en vuelo estacionario, casi inmóvil, entre 10 y 20 m de altura sobre el terreno, esperando avistar alguna presa (a esto se le llama cerner) y cuando aparece, se precipita en picado hacia ella aunque también es común que descienda suspendido y silenciosamente en vertical sobre la misma sin dar tiempo a que reaccione. Sus presas suelen ser pequeños mamíferos, fundamentalmente roedores, pequeños pájaros, reptiles, grandes insectos, gusanos y ranas.

## Reproducción
Las puestas suelen tener entre tres y seis huevos, con una incubación de 26 a 31 días, fundamentalmente realizada por la hembra mientras el macho la alimenta.
El cernícalo comienza la cría en primavera (o al comienzo de la estación seca en el trópico), es decir, abril-mayo en la Eurasia templada y en algún momento entre agosto y diciembre en los trópicos y en el sur de África. Para el nido prefiere los agujeros en los acantilados, árboles o edificios. Los cernícalos vulgares a menudo reutilizan los viejos nidos de los córvidos, si están disponibles. La subespecie dacotiae, el cernícalo de las islas Canarias orientales es peculiar para la anidación porque utiliza las hojas secas de la parte superior de las palmeras, donde coexiste de manera pacífica con otras aves.
La incubación dura alrededor de un mes, y sólo las hembras incuban los huevos. El macho es responsable de su aprovisionamiento con alimentos, y por algún tiempo después de la eclosión este sigue haciendo lo mismo. Más tarde, ambos padres comparten las funciones de caza hasta que los jóvenes abandonan el nido, después de 4-5 semanas. La familia se mantiene muy unida durante unas semanas, hasta un mes más o menos, durante los cuales los jóvenes aprenden a valerse por sí mismos y buscar las presas. Los jóvenes maduran sexualmente en la siguiente temporada de cría.

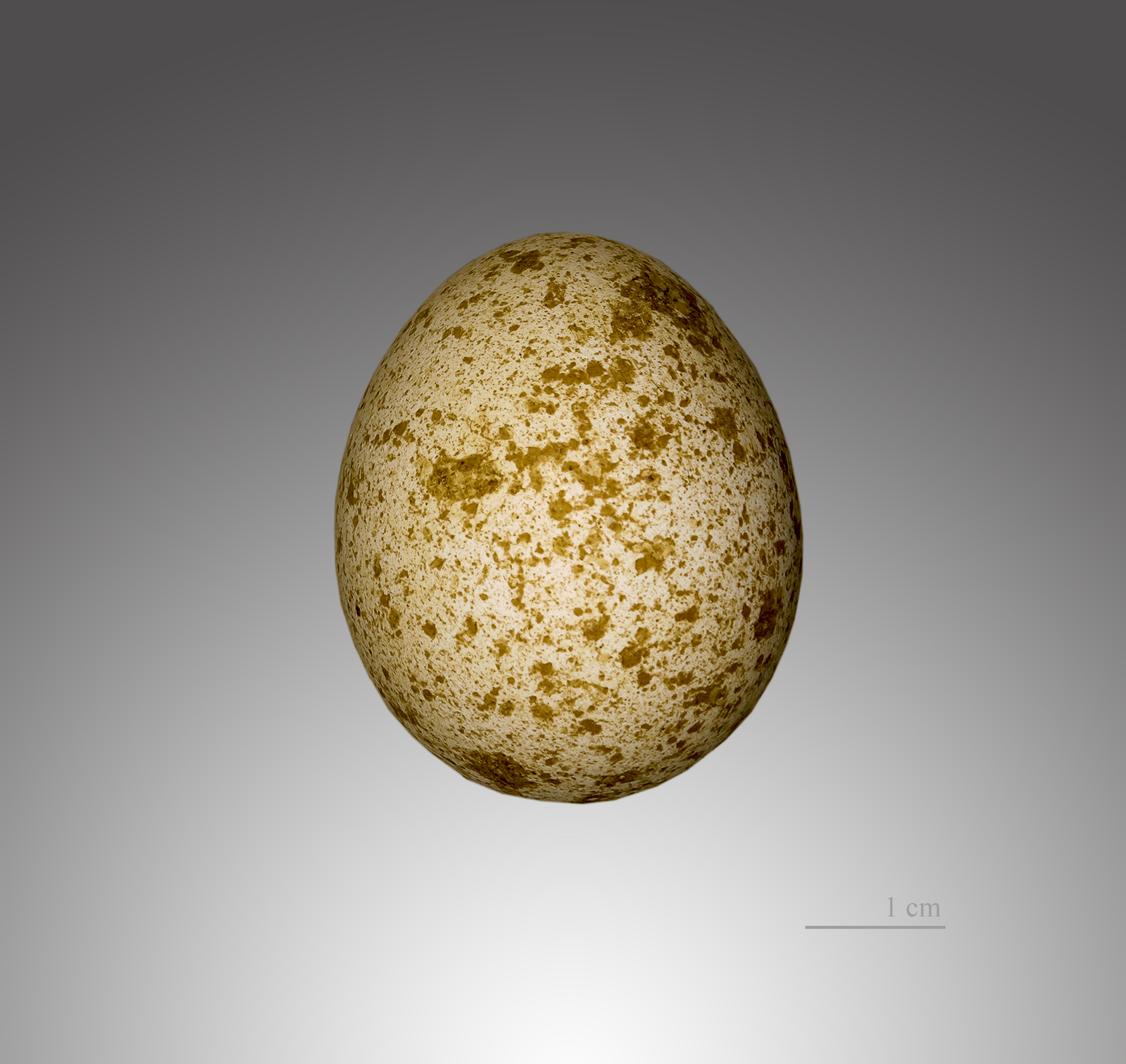
Huevo.
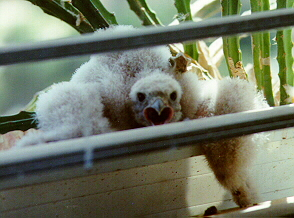
Polluelo cubierto por el plumón blanco.
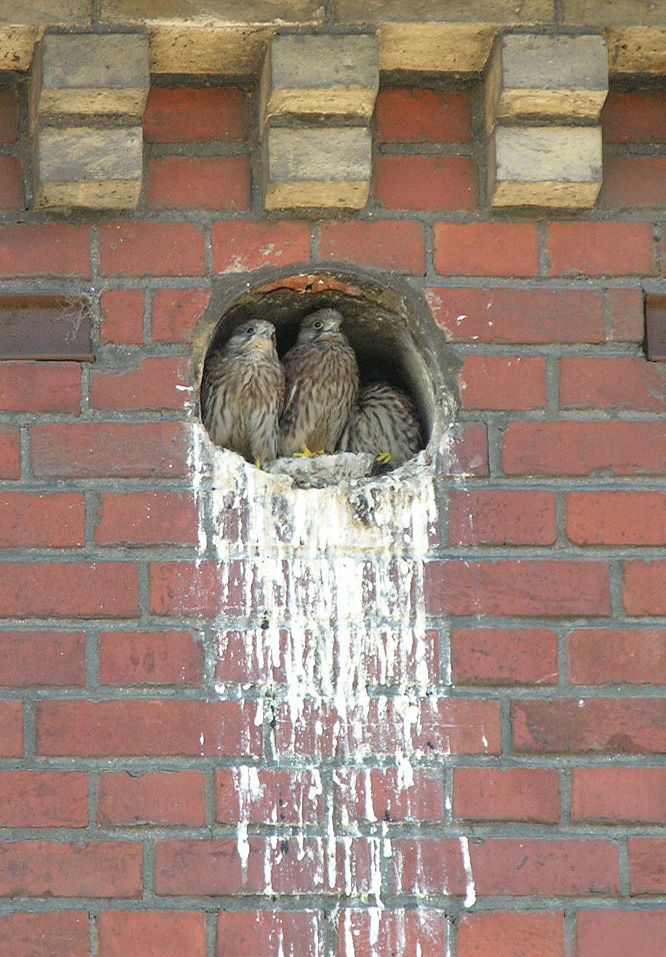
Los polluelos en una cavidad como nido.
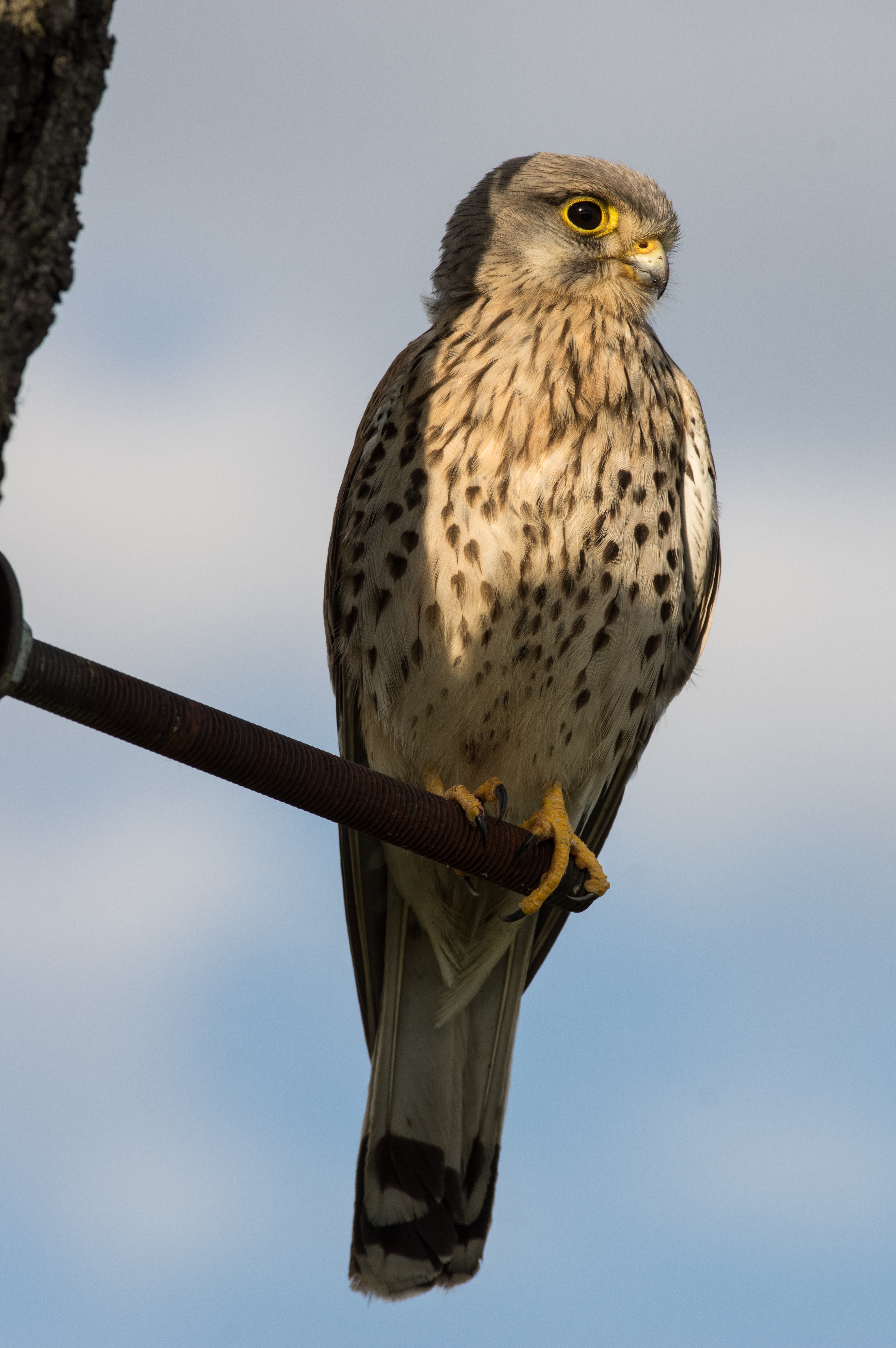
Faucon crécerelle en el lago Neusiedl.
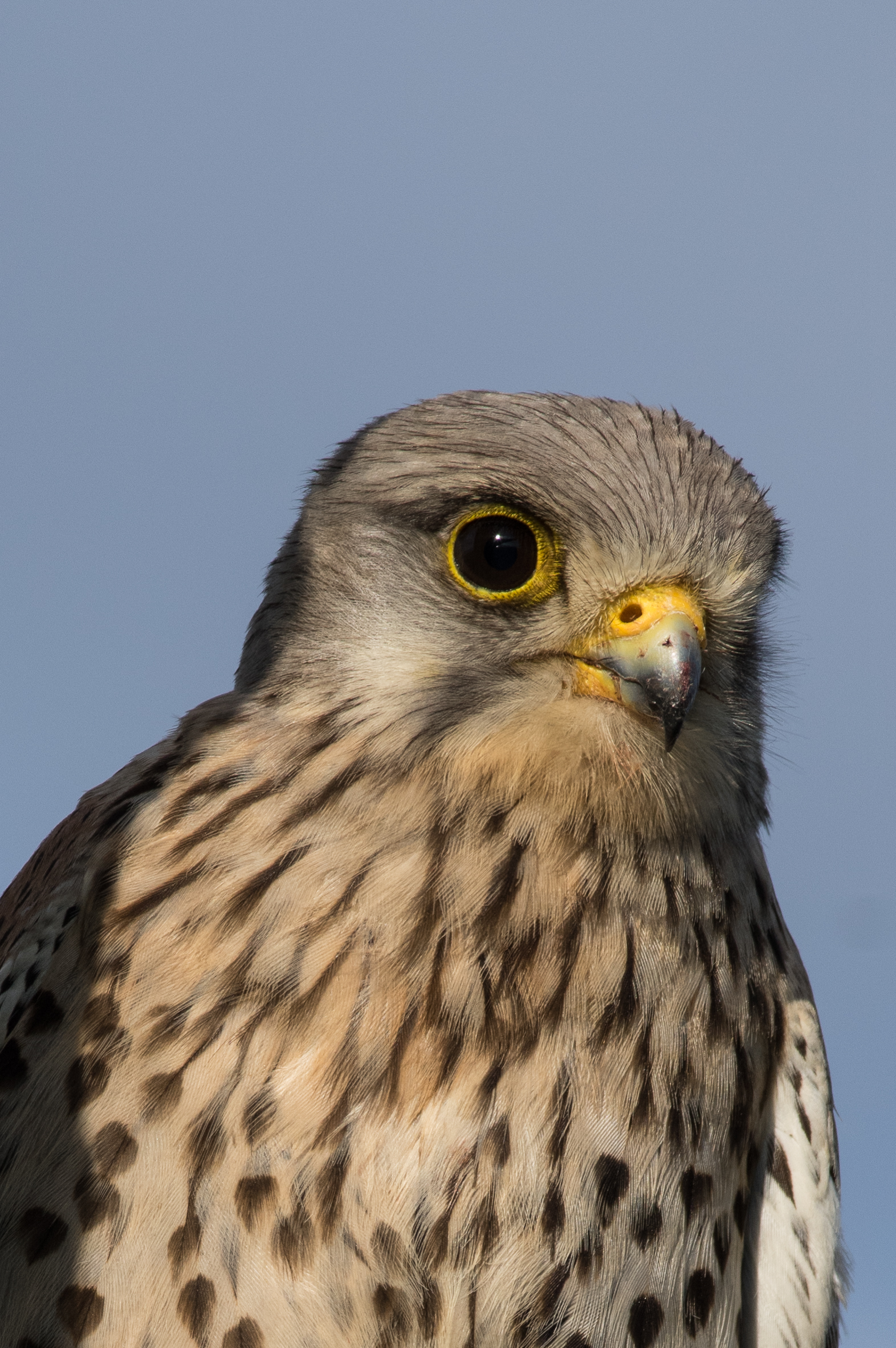
Faucon crécerelle en el lago Neusiedl.
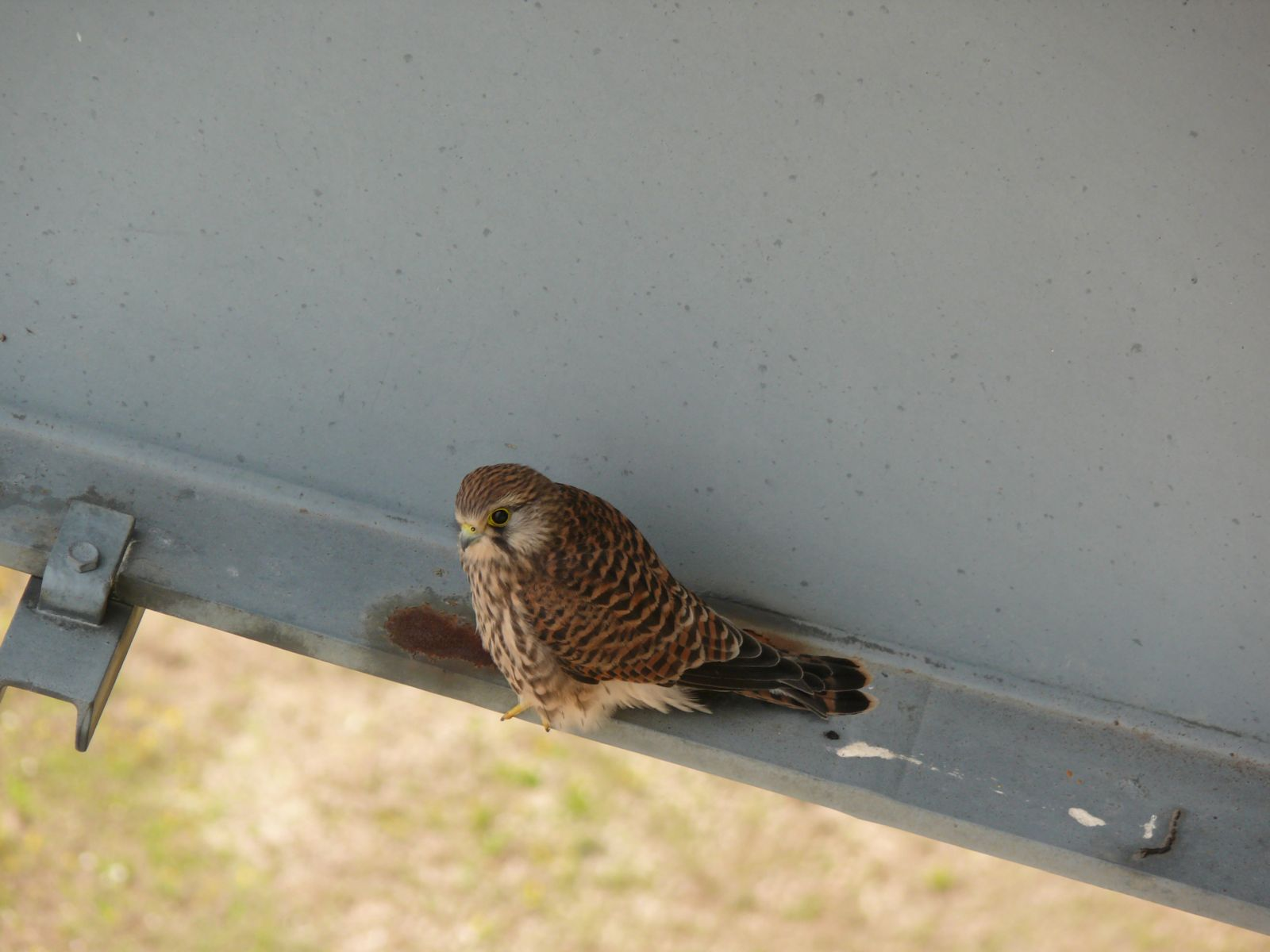
Ejemplar inmaduro después de emplumar.

## Cría en cautividad
Es un ave que se suele utilizar como iniciación en el mundo de la cetrería, es el ave usada por principiantes y novatos para introducirse en este arte de caza.[cita requerida]

## Subespecies

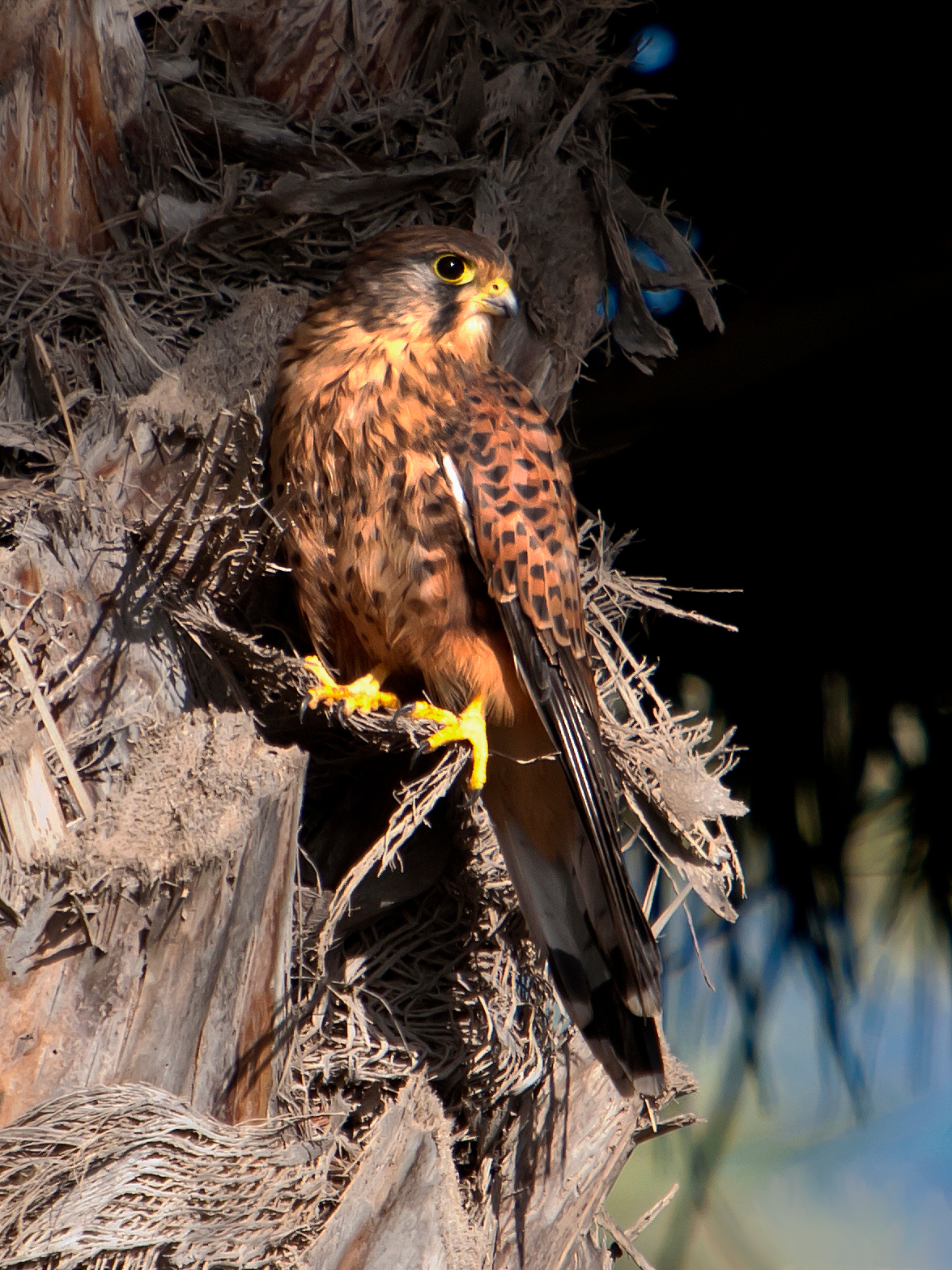
Ejemplar de la subespecie Falco tinnunculus canariensis en la isla de Gran Canaria (España).

Se reconocen 11 subespecies de cernícalo  común:
- Falco tinnunculus tinnunculus - del norte de África, Europa y Oriente Medio hasta Siberia.
- Falco tinnunculus interstinctus - del Tíbet a China y Japón; invernante en India, Malaya, Filipinas.
- Falco tinnunculus objurgatus - sur de India (Ghats occidentales y Ghats orientales) y Sri Lanka.
- Falco tinnunculus canariensis - Madeira y Canarias occidentales (El Hierro,  La Palma, La Gomera, Tenerife y Gran Canaria).[5]
- Falco tinnunculus dacotiae - Canarias orientales (Fuerteventura, Lanzarote).[6]
- Falco tinnunculus neglectus - norte del archipiélago de Cabo Verde.
- Falco tinnunculus alexandri -  sudeste del archipiélago de Cabo Verde.
- Falco tinnunculus rupicolaeformis - noreste de África y Arabia.
- Falco tinnunculus archerii - Somalia, litoral de Kenia y Socotra.
- Falco tinnunculus rufescens - de África occidental a Etiopía, Tanzania y norte de Angola.
- Falco tinnunculus rupicolus - del norte de Angola al sur de la República Democrática del Congo, sur de Tanzania y Sudáfrica.